# یادزدودگی
یادزُدودگی (به انگلیسی: Amnesia)، گونه‌ای از اختلالات حافظه است. یادزدودگی ناتوانی ناقص یا کامل در یادآوری تجربه‌های گذشته‌است. برخی از داروها مانند بنزودیازپین‌ها می‌توانند یادزدودگی ایجاد کنند.
اکثر بزرگسالان میتوانند رویدادهایی را از نخستین سال‌های زندگی خود به یاد بیاورند؛ اما این کار تا حدودی امکان دارد و تقریبا هیچ‌کس قادر نیست اکثر رویداد سه سال اول زندگی خود را به‌خاطر آورد.

## انواع
یادزدودگی عضوی و روان‌زاد
- یادزدودگی ضربه مغزی
- یادزدودگی پس‌گستر
- یادزدودگی پیش‌گستر
- یادزدودگی تجزیه‌ای
- یادزدودگی کودک[۳]